# Шотоджит Рай
Шо̀тоджит Рай (на бенгалски: সত্যজিৎ রায়, [ˈʃɔt̪ːodʒit̪ ˈrai̯]) е индийски режисьор, смятан за един от най-значимите автори на филми на XX век.
Роден в Калкута през 1921 година в семейството на видна бенгалска фамилия, известна в областта на изкуството и литературата, Шотоджит Рай получава отлично образование, завършвайки основания от Рабиндранат Тагор университет Вишва-Бхарати. Започнал работа като дизайнер на реклами и илюстратор, той е привлечен от независимото кино, след като се запознава с френския режисьор Жан Реноар и гледа италианския неореалистичен филм „Крадци на велосипеди“ (1948) на Виторио Де Сика.
Рай режисира 36 филма, сред които пълнометражни художествени, документални и късометражни филми. Той е също автор на художествена литература, издател, илюстратор, калиграф, композитор, графичен дизайнер и кинокритик. Автор е на няколко разказа и романа, главно за деца и подрастващи, като някои от героите му, като детективът Фелуда и професор Шонку се ползват с голяма популярност. Той е и почетен доктор на Оксфордския университет.
Първият си филм „Песента на пътя“ Шотоджит Рай заснема през 1955 година със собствени средства, използвайки любители актьори. Въпреки това филмът е много успешен и получава единадесет международни награди, сред които специална награда на Фестивала в Кан през 1956 година, което става първият значим пробив на индийското кино на световната сцена. „Песента на пътя“ е последван от „Непобеденият“ (1956) и „Светът на Апу“, с които образува известната Трилогия за Апу. Освен режисьор на тези филми, Рай е и автор на сценария, кастинга, музиката и монтажа, както и дизайнер на надписите и на различни рекламни материали. През дългогодишната си кариера получава множество награди, сред които 32 Национални филмови награди на Индия, „Златен лъв“, „Златна мечка“ и Почетна награда на Американската киноакадемия, както и най-висшето индийско гражданско отличие „Бхарат ратна“.

## Биография

### Произход и ранни години
Шотоджит Рай е роден на 2 май 1921 година в Калкута в семейството на Сукумар Рай, известен бенгалски интелектуалец, един от първите автори на детска литература на бенгалски език. Дядото по бащина линия е Упендракишор Рай – писател, илюстратор, философ и един от водачите на бенгалското религиозно и социално движение „Брахмо Самадж“. Той е собственик и на издателство и печатница, контактът с които през първите му години оказва силно влияние върху Шотоджит Рай.
Бащата на Шотоджит Рай умира, когато той е едва тригодишен, и семейството се издържа главно със скромните доходи на майка му, Супрабха Рай. Сатяджит завършва елитна бенгалска гимназия в Калкута и получава бакалавърска степен по икономика в Калкутския университет, макар че проявява повече интерес към изкуството. През 1940 година постъпва в основания от Рабиндранат Тагор университет „Вишва-Бхарати“ в Шантиникетан. Самият Рай има ниско мнение за интелектуалния живот там и няма желание да напусне Калкута, но се съгласява да опита по настояване на майка си и от уважение към Тагор. В Шантиникетан той се запознава с източното изкуство и, според по-късните му признания, научава много от художниците Нандалал Босе и Беноде Бехари Мукерджи, за когото по-късно ще направи документалния филм „Вътрешното око“ („দ্য ইনার আই“, 1972). През този период Рай посещава пещерите Аджанта, Елора и Елефанта, известни с образците на древно индийско изкуство.

### Графичен дизайн
През 1943 година Шотоджит Рай завършва образованието си и започва работа като дизайнер в рекламната агенция „Д. Дж. Кеймър“. Макар че той харесва графичния дизайн и с него се отнасят добре, в компанията има напрежение между британските и индийските служители. Британците получават по-добро заплащане, а според самия Рай „клиентите като цяло бяха глупави“. След това той работи в новосъздаденото издателство „Сигнит Прес“, където получава значителна художествена свобода. Той е отговорен за художественото оформление на множество книги, сред които издания на „Човекоядците от Кумаон“ на Джим Корбет и „Откриването на Индия“ на Джавахарлал Неру. В „Сигнит Прес“ Шотоджит Рай работи и върху дизайна на преработка за детска аудитория на класическия бенгалски роман „Песента на пътя“ на Бибхутибхушан Бандопадхай. Подготвяйки корицата и илюстрациите на книгата, той е силно впечатлен от нея, и по-късно тя се превръща в основа на първия му филм, включващ и кадри с неговите илюстрации от това издание.
През 1947 година група киноентусиасти, сред които бъдещите режисьори Шотоджит Рай и Чибананда Дасгупта, основават Калкутското филмово дружество. То организира прожекции на множество чуждестранни филми, много от които Рай гледа и изучава. Той поддържа контакти с дислоцирани в Калкута американски военни, които го информират за последните американски филми, и се сприятелява със служителя на британските военновъздушни сили Норман Клеър, който споделя неговото увлечение по киното, шаха и класическата музика.
През 1949 година Рай се жени за своята първа братовчедка Биджоя Дас. Двамата имат един син, Сандип Рай, който също става кинорежисьор. През същата година френският режисьор Жан Реноар пристига в Калкута, за да снима своя филм „Реката“. Рай му помага в търсенето на подходящи места за снимките в провинцията. Той му разказва и за своята идея да заснеме „Песента на пътя“ и Реноар го окуражава в това начинание.
През 1950 година „Д. Дж. Кеймър“ изпращат Рай в Лондон, където в продължение на три месеца той работи в централата на агенцията. През този кратък период той гледа 99 филма, сред които е „Крадци на велосипеди“ на Виторио Де Сика. Филмът, характерен за италианския неореализъм от следвоенните години, оказва силно въздействие върху Рай, като според самия него окончателно го убеждава да се заеме с кино.

### Трилогията за Апу
Първият филм на Шотоджит Рай се основава на „Песента на пътя“, класическият възпитателен роман на бенгалската литература, издаден през 1928 година. Съдържащ автобиографични елементи, романът описва израстването на Апу, момче от малко бенгалско селце.
Екипът за филма няма особен опит преди това, но както операторът Субрата Митра, така и художественият директор Банси Чандрагупта получават високи оценки за своята работа. Повечето актьори също са любители. Снимките започват в края на 1952 година с личните спестявания на Рай, който се надява да получи допълнително финансиране, след като заснеме малко материал. Това така и не се случва и снимките се проточват в продължение на повече от три години с множество прекъсвания, по време на които Рай и ръководителят на продукцията Анил Чоудхури се опитват да намерят пари за филма. Рай отказва финансиране от източници, които искат промени в сценария или надзор над продукцията. Той отхвърля и съвета на държавната администрация да добави хепиенд, но все пак получава държавно финансиране, което му дава възможност да довърши филма.
Рай показва откъс от филма на американския режисьор Джон Хюстън, който посещава Индия в търсене на места за снимки на „Човекът, който искаше да бъде крал“. Откъсът е единственият заснет по това време – сцената, в която Апу и сестра му си представят преминаващия през полето влак. Хюстън отбелязва пред Монро Уилър от Нюйоркския Музей на модерното изкуство, че на хоризонта се появява голям талант.
Със заем от правителството на Западен Бенгал Шотоджит Рай все пак завършва „Песента на пътя“ (পথের পাঁচালী) и той излиза на екраните през 1955 година, като е приет много добре от критиката и публиката. Филмът печели множество награди и е прожектиран продължително в Индия и в чужбина. В Индия отзивите на критиката са ентусиазирани, като „Таймс ъф Индия“ пише: „Абсурдно е той да се сравнява с който и да е друг индийски филм... „Песента на пътя“ е чисто кино.“ В Англия режисьорът Линдзи Андерсън също пише възторжена рецензия за филма. Все пак не всички отзиви са положителни – френският режисьор Франсоа Трюфо заявява: „Не искам да гледам филм за селяни, които се хранят с ръце“. Бозли Кроутър, по това време най-влиятелният критик на „Ню Йорк Таймс“, пише унищожителна рецензия за филма.
Истинският международен успех на Шотоджит Рай идва с неговия следващ филм, „Непобеденият“ (অপরাজিত). Завършен през 1956 година, този филм е продължение на „Песента на пътя“ и в центъра на сюжета му е конфликтът между амбициите на младия Апу и привързаността на майка му към него. Някои критици, като Мринал Сен и Ритвик Гхатак, оценяват „Непобеденият“ по-високо от „Песента на пътя“. Новият филм печели наградата „Златен лъв“ на Венецианския филмов фестивал, донасяйки на Рай по-широка международна известност. По време на фестивала той решава да направи и трети филм, който да образува с първите двя цялостен цикъл – „Трилогия за Апу“.
Преди да започне работа по третия филм за Апу, Шотоджит Рай режисира два други филма, които излизат по екраните през 1958 година. Първият е леката комедия „Философският камък“ (পরশ পাথর), а вторият, „Музикалната стая“ (জলসাঘর), е посветен на упадъка на съсловието на заминдарите и е смятан за едно от най-значимите му произведения.
Третият филм от „Трилогия за Апу“, „Светът на Апу“ (অপুর সংসার), и завършен през 1959 година. Критици като Робин Ууд и Апарна Сен го смятат за най-голямото постижение в поредицата. В този филм Рай за пръв път работи с двама актьори, които често присъстват в следващите му филми – Сумитра Чатърджи и Шармила Тагор. Филмът започва с Апу, живеещ в бедност в Калкута, и продължава с необичайния му брак с Апарна. Сцените от техния живот с „едно от класическите положителни описания на брачния живот в киното“. „Светът на Апу“ е остро критикуван от бенгалската критика и Рай пише статия в негова защита, нещо, което прави рядко в кариерата си (например, за да защити любимия си свой филм „Чарулата“).
По време на работата си по трилогията Рай води мемоарни записки, които са издадени след смъртта му под заглавието „Моите години с Апу: Мемоар“ („My Years with Apu: A Memoir“, 1994).
Международният успех на филмите на Шотоджит Рай не оказва голямо влияние върху личния му живот. Той продължава да живее със своята съпруга, деца, майка, чичо и други роднини във взета под наем къща.

### От „Богинята“ до „Чарулата“ и нови насоки
След 1959 година Шотоджит Рай работи по няколко филма за периода на Британския Радж, документален филм за Тагор, комедия и първия си филм по оригинален сценарий. Той става автор и на поредица филми, които, взети като цяло, са смятани от критиците за един от най-задълбочените екранни портрети на индийската жена.
„Светът на Апу“ е последван от „Богинята“ („দেবী“, 1960), филм, в който Рай разглежда предразсъдъците в индуисткото общество. Шармила Тагор играе главната роля на Доямои, млада съпруга, която е обожествявана от своя свекър. Рай се притеснява, че цензурата ще забрани филма или ще го принуди да го преработи, но това не се случва. През 1961 година, по настояване на министър-председателя Джавахарлал Неру, той получава поръчка за документален филма за Рабиндранат Тагор по повод стогодишния юбилей от раждането на поета, оказал силно влияние и върху самия Рай. Поради оскъдните архивни кадри на Тагор, той е изправен пред предизвикателството да направи филм главно от статичен материал, което по думите му се оказва работа, като за три пълнометражни филма.
Също през 1961 година, заедно с поета Субхас Мухопадяй и други участници, Шотоджит Рай успява да възроди „Сандеш“, детското списание, издавано някога от неговия дядо. Той спестява в продължение на няколко години, за да стане възможно това. Двусмисленото заглавие – „Сандеш“ на бенгалски означава както новини, така и популярен сладък десерт – задава тона на списанието – едновременно образователно и забавно. Рай се заема да прави илюстрации за изданието, както и да пише разкази и есета за деца, и през следващите години писателската работа е основният му източник на доходи.
През 1962 година Рай режисира „Кангчендзьонга“ („কাঞ্চনজঙ্ঘা“) – първият му филм по негов собствен оригинален сценарий и първият му цветен филм. Той разказва за заможно семейство, което прекарва един следобед в Дарджилинг, живописен планински град в Западен Бенгал, опитвайки се да уредят годежа на най-малката дъщеря за високо платен инженер, завършил в Лондон. Първоначално Шотоджит Рай възнамерява да заснеме филма в голямо имение, но след това избира известния планински курорт и използва умело вариациите в светлината и мъглата като отражение на драматичното напрежение. Той отбелязва, че докато неговият сценарий позволява заснемане при произволно осветление, екипът на друг филм, работещ по същото време в града, отказва да снима и една сцена, ако времето не е слънчево.
През 60-те години Рай посещава Япония, където се запознава с режисьора Акира Куросава, за когото има много високо мнение. След завръщането си той понякога се откъсва от динамичния градски живот и отива на места като Дарджилинг или Пури, за да работи в изолация върху сценариите си.
През 1964 година Шотоджит Рай снима „Чарулата“ („চারুলতা“), кулминацията на този период от творчеството му и определян от много критици като най-завършения му филм. Базиран на разказ на Рабиндранат Тагор, филмът разказва за самотна съпруга в Бенгал от XIX век и нейните засилващи се чувства към девера ѝ. Самият Рай казва, че филмът съдържа най-малко недостатъци сред неговите работи и че е единственото му произведение, което при възможност би направил отново по точно същия начин. Изпълнението на Мадхаби Мухерджи като съпругата Чару, както и работата на оператора Субрата Митра и сценографа Банси Чандрагупта са високо оценени.
Други филми от този период са „Големият град“ („মহানগর“, 1963), „Три дъщери“ („তিন কন্যা“, 1961), „Експедицията“ („অভিযান“, 1962) и „Страхливецът“ („কাপুরুষ“, 1965), „Светецът“ („মহাপুরুষ“, 1965).
В годините след „Чарулата“ Шотоджит Рай се ангажира с проекти с все по-голямо разнообразие – от фентъзи и научна фантастика до детективски филми и исторически драми. През този период той прави и значителни експерименти с формите и работи по текущи проблеми на индийското общество, реагирайки на критиките, че те отъстват от филмите му. Първият му значим филм от тези години е „Героят“ („নায়ক“, 1966), разказ за известен актьор, който се запознава във влака с млада журналистка. С Утам Кумар и Шармила Тагор в главните роли, филмът разглежда вътрешния конфлокт на привидно успешната кинозвезда. Макар че получава наградата на критиката на Берлинския международен кинофестивал, филмът не е приет с голям ентусиазъм.
През 1967 година Рай пише сценарият за детски научнофантастичен филм, базиран на негов разказ от 1962 година, публикуван в „Сандеш“, който трябва да бъде заснет в Съединените щати от „Кълъмбия Пикчърс“ с участието на Питър Селърс и Марлон Брандо. В резултат на правни и организационни проблеми проектът се проваля и Рай се завръща в Калкута, като „Кълъмбия Пикчърс“ правят още няколко неуспешни опита да заснемат филма през 70-те и 80-те години. По-късно Рай претендира, че „Извънземното“ на Стивън Спилбърг използва съществени елементи от неговия сценарий. Два други проекта на Шотоджит Рай, които остават нереализирани, са филмови адаптации на класическия индийски епос „Махабхарата“ и на романа на Едуард Морган Форстър от 1924 година „Пътуване до Индия“.
През 1969 година Рай режисира най-успешния си в търговско отношение филм. Базиран на детски разказ, писан от неговия дядо, „Приключенията на Гупи и Багха“ („গুপী গাইন বাঘা বাইন“) е музикален фентъзи филм за певеца Гупи и барабаниста Багха, получили три дара от Царя на духовете, които се опитват да спрат назряваща война между две съседни царства. Това е сред най-скъпите проекти на Рай и той осигурява финансирането му с трудности, като се отказва да снима в цвят.

### 70-те години
През 1970 година Шотоджит Рай снима филм по роман на младия писател Шунил Гонгопадхай. С музикална структура, по-сложна от тази на „Чарулата“, „Дни и нощи в гората“ („অরণ্যের দিনরাত্রি“) проследява четирима градски младежи, отишли за ваканцията си в провинцията, опитвайки се да се откъснат от ежедневието.
В следващите си филми Рай също се занимава със съвременния живот в Бенгал, завършвайки т.нар. „Калкутска трилогия“ – тематично свързаните филми „Противник“ („প্রতিদ্বন্দ্বী“, 1970), „Дружество с ограничена отговорност“ („সীমাবদ্ধ“, 1971) и „Посредник“ („জন অরণ্য“, 1975). „Противник“ разказва за дипломирал се идеалист, който, макар и разочарован от действителността, отказва да се поддаде на корупцията, докато в „Посредник“ героят се вписва в културата на всепроникваща корупция, за да преживява. В „Дружество с ограничена отговорност“ вече успял мъж се отказва от моралните си принципи в името на по-големи печалби. В първия от трите филма Рай използва нов елиптичен повествователен стил, включващ сцени в негатив, сънища и резки ретроспекции.
През 70-те години Шотоджит Рай адаптира два от известните си разкази в детективски филми. Макар и предназначени главно за деца и юноши, „Златната крепост“ („সোনার কেল্লা“, 1971) и „Слава на отец Фелунатх“ („জয় বাবা ফেলুনাথ“, 1979), са оценени добре от някои критици.
По това време Рай обмисля заснемането на филм за Бангладешката война за независимост, но се отказва от тази идея, коментирайки, че като режисьор се интересува повече от съдбата на бежанците, отколкото от политиката. През 1977 година той завършва „Шахматистите“ („शतरंज के खिलाड़ी“), филм на хинди, базиран на разказ от Мунши Премчанд. Действието се развива в Лакнау година преди Индийското въстание от 1857 година. Коментар на проблемите, свързани с британската колонизация на Индия, това е първият пълнометражен филм на режисьора, който не е на бенгалски език. Със значителния си бюджет, филмът включва редица известни актьори, като Санджив Кумар, Саид Джафри, Амджад Хан, Шабана Азми, Виктор Банерджи и Ричард Атънбъро.
През 1980 година Шотоджит Рай снима продължение на „Приключенията на Гупи и Багха“ – „Кралството на диамантите“ („হীরক রাজার দেশে“). Сюжетът е тълкуван като политическа метафора – кралството на злия Диамантен крал е алюзия за Индия по време на извънредното положение, обявено от Индира Ганди през 1975 – 1977 година. Наред с приветствания от критиката късометражен филм „Пику“ („পিকু“, 1980) и едночасовия филм на хинди „Садгати“, това е кулминацията в работата на Рай от този период.

### Последни години
През 1983 година, докато работи по „Домът и светът“ („ঘরে বাইরে“), Шотоджит Рай получава инфаркт, който силно затруднява работата ме през остатъка от неговия живот. „Домът и светът“ е завършен през 1984 година с помощта на сина му, заради влошеното му здравословно състояние. Филмът е базиран на едноименния роман на Тагор, предупреждение срещу опасностите на яростния национализъм, и Рай отдавна планира неговото заснемане, като е запазена чернова за сценарий още от 40-те години. Въпреки някои несъвършенства, дължащи се на болестта на Рай, филмът е относително добре приет от критиката. През 1987 година той прави и документален филм за своя баща Сукумар Рай.
Последните три филма на Шотоджит Рай, заснети след неговото възстановяване, но при значителни медицински ограничения, са снимани главно на закрито и имат особен стил. Те включват повече диалози от дотогавашните му филми и често са определяни като по-слаби от тях. Първият, „Враг на народа“ („গণশত্রু“), е адаптация на едноименната пиеса на Хенрик Ибсен и е смятан за най-слабия от трите филма. Рай донякъде възстановява формата с в „Клони на едно дърво“ („শাখা প্রশাখা“, 1990), в който честен възрастен мъж научава за корумпираността на трима от синовете си и намира утеха в компанията на своя четвърти син, който е умствено болен. Последният филм на Рай „Странникът“ („আগন্তুক“, 1991) е с по-леко настроение, а сюжетът е развит около посещението на отдавна изчезнал чичо при негова племенница в Калкута.
През 1992 година здравето на Шотоджит Рай се влошава, заради кардиологични усложнения. Той е приет в болница, но не се възстановява. По време на престоя му в болницата му е връчена почетна награда „Оскар“, която той нарича най-голямото постижение във филмовата си кариера.
Шотоджит Рай умира на 23 април 1992 година в Калкута.